# 2018年冬季奧林匹克運動會自由式滑雪比賽
2018年冬季奥林匹克运动会自由式滑雪比赛於2018年2月9日至23日在韓國平昌鳳凰雪上公園舉行。本屆賽事共設10個項目。

## 獎牌榜
| 排名 | 国家／地区                  | 金牌 | 银牌 | 铜牌 | 總數 |
| ---- | --------------------------- | ---- | ---- | ---- | ---- |
| 1    | 加拿大（CAN）               | 4    | 2    | 1    | 7    |
| 2    | 瑞士（SUI）                 | 1    | 2    | 1    | 4    |
| 2    | 美国（USA）                 | 1    | 2    | 1    | 4    |
| 4    | 法国（FRA）                 | 1    | 1    | 0    | 2    |
| 5    | 白俄罗斯（BLR）             | 1    | 0    | 0    | 1    |
| 5    | 挪威（NOR）                 | 1    | 0    | 0    | 1    |
| 5    | 乌克兰（UKR）               | 1    | 0    | 0    | 1    |
| 8    | 中国（CHN）                 | 0    | 2    | 1    | 3    |
| 9    | （AUS）                     | 0    | 1    | 0    | 1    |
| 10   | 俄罗斯奥林匹克运动员（OAR） | 0    | 0    | 2    | 2    |
| 11   | 英国（GBR）                 | 0    | 0    | 1    | 1    |
| 11   | 日本（JPN）                 | 0    | 0    | 1    | 1    |
| 11   | （KAZ）                     | 0    | 0    | 1    | 1    |
| 11   | 新西兰（NZL）               | 0    | 0    | 1    | 1    |
|      | 總計                        | 10   | 10   | 10   | 30   |

## 獎牌得主

### 男子
| 項目     | 金牌                                | 金牌                        | 银牌                             | 银牌                             | 铜牌                                        | 铜牌                                        |
| 空中技巧 | 亞歷山大·阿布拉緬科 · 乌克兰（UKR） | 128.51                      | 賈宗洋 · 中国（CHN）             | 128.05                           | 伊利亞·布羅夫 · 俄罗斯奥林匹克运动员（OAR） | 122.17                                      |
| 半管     | 戴维·怀斯 · 美国（USA）             | 97.20                       | 亞歷克斯·費雷拉 · 美国（USA）    | 96.40                            | 尼科·波蒂厄斯 · 新西兰（NZL）               | 94.80                                       |
| 雪上技巧 | 米卡埃尔·金斯伯里 · 加拿大（CAN）   | 86.63                       | 马特·格雷厄姆 · （AUS）          | 82.57                            | 原大智 · 日本（JPN）                        | 82.19                                       |
| 障碍争先 | 布雷迪·莱曼 · 加拿大（CAN）         | 布雷迪·莱曼 · 加拿大（CAN） | Marc Bischofberger · 瑞士（SUI） | Marc Bischofberger · 瑞士（SUI） | 謝爾蓋·里濟克 · 俄罗斯奥林匹克运动员（OAR） | 謝爾蓋·里濟克 · 俄罗斯奥林匹克运动员（OAR） |
| 障碍技巧 | 厄于斯泰因·布罗滕 · 挪威（NOR）     | 95.00                       | 尼克·戈珀 · 美国（USA）          | 93.60                            | 亚历克斯·博利厄-马尔尚 · 加拿大（CAN）      | 92.40                                       |

### 女子
| 項目     | 金牌                            | 金牌                          | 银牌                                     | 银牌                          | 铜牌                          | 铜牌                      |
| 空中技巧 | 漢娜·胡什科娃 · 白俄罗斯（BLR） | 96.14                         | 張鑫 · 中国（CHN）                       | 95.52                         | 孔凡鈺 · 中国（CHN）          | 70.14                     |
| 半管     | 凯茜·夏普 · 加拿大（CAN）       | 95.80                         | 玛丽·马蒂诺 · 法国（FRA）                | 92.60                         | Brita Sigourney · 美国（USA） | 91.60                     |
| 雪上技巧 | 佩里娜·拉丰 · 法国（FRA）       | 78.65                         | 朱斯蒂娜·迪富尔-拉普安特 · 加拿大（CAN） | 78.56                         | 尤利婭·加萊謝娃 · （KAZ）     | 77.40                     |
| 障碍争先 | 凯尔茜·塞尔瓦 · 加拿大（CAN）   | 凯尔茜·塞尔瓦 · 加拿大（CAN） | 布里塔妮·费伦 · 加拿大（CAN）            | 布里塔妮·费伦 · 加拿大（CAN） | Fanny Smith · 瑞士（SUI）     | Fanny Smith · 瑞士（SUI） |
| 障碍技巧 | 莎拉·赫夫林 · 瑞士（SUI）       | 91.20                         | 玛蒂尔德·格勒莫 · 瑞士（SUI）            | 88.00                         | 伊莎贝尔·阿特金 · 英国（GBR） | 84.60                     |

## 参赛国家和地区
共有来自27个代表团的268名运动员参加该项目的比赛。
- （16）
- 奥地利（12）
- 白俄罗斯（6）
- 加拿大（30）
- 智利（2）
- 中国（15）
- 捷克（1）
- 丹麦（1）
- 芬兰（3）
- 法国（19）
- 德国（8）
- 英国（11）
- 匈牙利（1）
- 爱尔兰（1）
- 意大利（4）
- 日本（11）
- （9）
- 墨西哥（1）
- 新西兰（9）
- 挪威（8）
- 俄罗斯奥林匹克运动员（22）
- 斯洛文尼亚（1）
- 韩国（9）
- 瑞典（14）
- 瑞士（22）
- 乌克兰（3）
- 美国（29）